# Nowe Miasto (Toruń)

Stare Miasto zaznaczone zostało kolorem żółtym, Nowe Miasto niebieskim

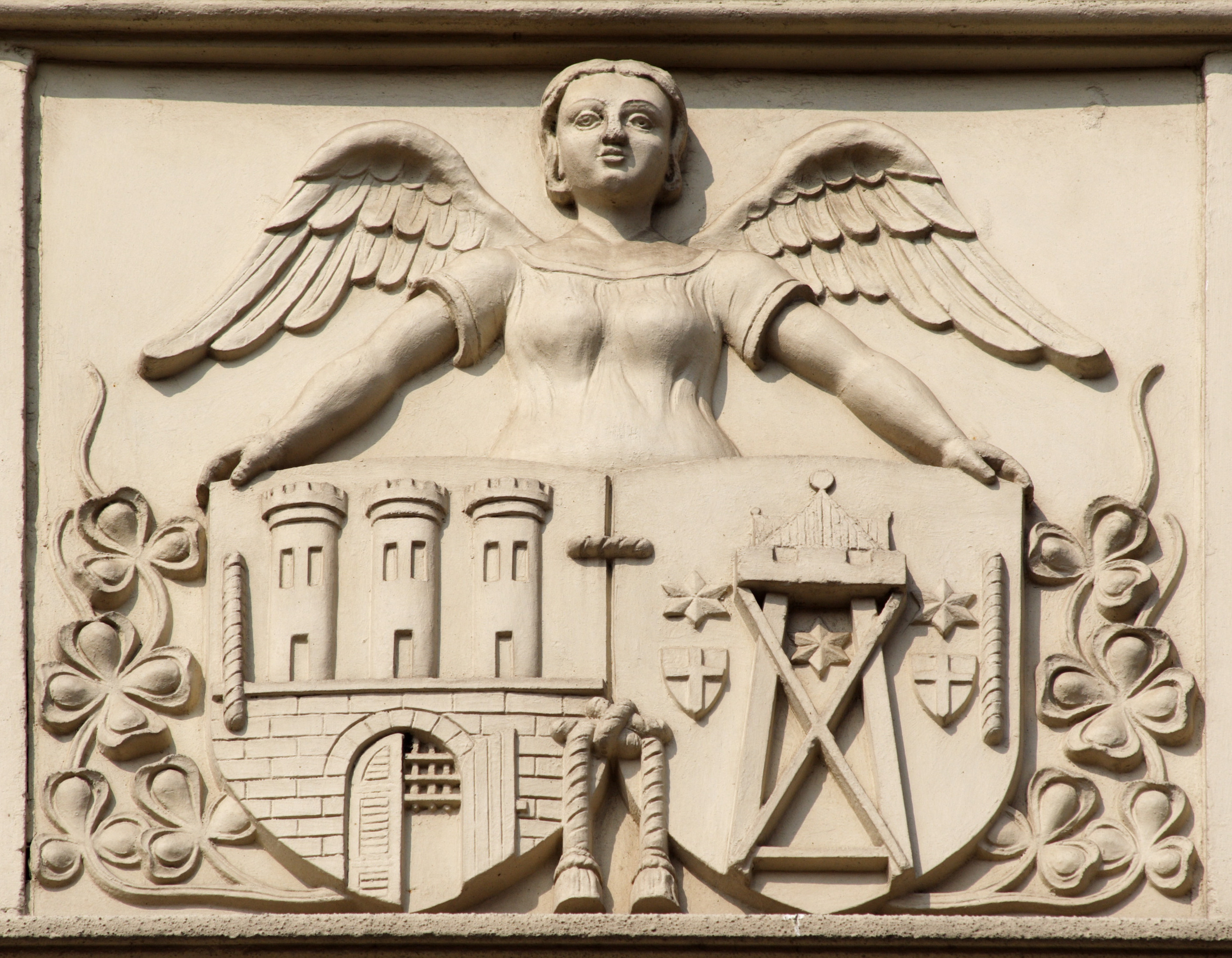
Herby Starego i Nowego Miasta Torunia na fasadzie kamienicy przy ul. św. Katarzyny 4

Nowe Miasto w Toruniu – część Zespołu Staromiejskiego w Toruniu. Zostało założone w bezpośrednim sąsiedztwie Starego Miasta w 1264 roku, w 1454 roku zostało połączone ze Starym Miastem pod władzą staromiejską. Otrzymało swoją nazwę podczas lokacji i zachowało ją do czasów współczesnych.
Układ urbanistyczny Nowego Miasta charakteryzuje się dużą regularnością szachownicową. W centrum znajduje się rynek. Nieregularnością odznacza się ulica Wielkie Garbary, przy której wcześniej powstawała zabudowa. W skład Nowego Miasta wchodził teren klasztoru dominikanów z kościołem św. Mikołaja, założony rok przed lokacją Nowego Miasta. Główną trasą Nowego Miasta był ciąg ul. Królowej Jadwigi z północną pierzeją rynku przy ul. św. Katarzyny.
Nowe Miasto od początku było miastem rzemieślniczym, pozbawionym dostępu do Wisły i nieuczestniczącym w handlu dalekoksiężnym.

## Historia
Nowe Miasto zostało lokowane w 1264. Jego powierzchnia była mniejsza od Starego Miasta. Sieć ulic i bloków rozplanowano metrycznie. W północno-zachodniej części Nowego Miasta wyznaczono kościół i klasztor, należący do dominikanów. Plac rynkowy mieścił się na południu, bliżej zamku krzyżackiego. W 1304 roku powstała parafia w Nowym Mieście, w 1309 roku położono kamień węgielny pod budowę prezbiterium. Zanim w Nowym Mieście wybudowano kościół, mieszkańcy modlili się w kościele św. Jana Chrzciciela i św. Jana Ewangelisty na Starym Mieście. Brak własnego kościoła ograniczał rozwój gospodarczy Nowego Miasta oraz nie sprzyjał integracji jej mieszkańców. Około 1340 roku oddano do użytku kościół św. Jakuba.
Herb Nowego Miasta przedstawiał umieszczoną na belkowanej wieży strażnicę, po której dwóch stronach znajdowały się symetrycznie godła zakonne (tarcze krzyżackie), nad którymi widniały dwie gwiazdy; trzecia natomiast znajdowała się między podporami wieży.
16 września 1994 roku Stare i Nowe Miasto zostały uznane przez Prezydenta Rzeczypospolitej Polskiej za Pomnik historii. 4 grudnia 1997 roku Zespół Staromiejski Torunia wpisano na Listę światowego dziedzictwa UNESCO.

## Zabytki nieruchome na Nowym Mieście, wpisane do rejestru zabytków
Stare i Nowe Miasto zostały wpisane do rejestru zabytków 29 grudnia 1952 roku (nr rejestru A/1372). Pierzeje Rynku Nowomiejskiego oraz fasady budynków narożnych znalazły się na liście 14 kwietnia 1961 roku (A/1371). 
Na liście figurują również:
- kościół parafialny pw. św. Jakuba wraz z cmentarzem przykościelnym, ogrodzeniem cmentarza wraz z działką nr 160 i ossuarium przy murze przy ul. św. Jakuba 22[7];
- dawny ewangelicki kościół św. Trójcy na Rynku Nowomiejskim 28[8];
- Bastion Menniczy przy ul. Wola Zamkowa i św. Jakuba[9];
- budynek dawnej piekarni wojskowej przy ul. Dominikańskiej 3[10];
- budynek dawnego wojskowego magazynu prowiantowego przy ul. Dominikańskiej 7/9[10];
- zabudowa browaru zbudowana w latach 1897–1898, położona na rogu ul. Browarna 1 i Piernikarska 10, 12, 14[10];
- fasady domów przy ul. Browarnej 3, 5, 8[10];
- spichlerz przy ul. Browarnej 10[10];
- Apteka „Pod Lwem” na rogu ul. Królowej Jadwigi 1 i Rynku Nowomiejskiego 13[11];
- fasada domu przy ul. Królowej Jadwigi 3[11];
- kamienice przy ul. Królowej Jadwigi 9 i 11[12];
- kamienica wraz z działką przy ul. Małe Garbary 7[13];
- dom mieszkalny przy ul. Małe Garbary 9[13];
- kamienica narożna na rogu ul. Most Pauliński 1 i Strumykowej 21[13];
- kamienica narożna z częścią działki na rogu ul. Piernikarskiej 1 i św. Jakuba 9[14];
- budynek mieszkalny przy ul. Prostej 10[15];
- dom wraz z częścią działki przy ul. Prostej 22a[15];
- budynek główny dawnej Miejskiej Straży Ogniowej przy ul. Prostej 32[16];
- Generałówka przy ul. Przedzamcze 3[16];
- stary młyn przy zamku krzyżackim przy ul. Przedzamcze 6a[16];
- dawny młyn garbarski przy ul. Przedzamcze 6b[16];
- budynek przy ul. Przedzamcze 6c[16];
- Dom Bractwa Strzeleckiego, później siedziba Młodzieżowego Domu Kultury, przy ul. Przedzamcze 13-15[16];
- fasada i frontowa połać dachu przy ul. Przedzamcze 18[16];
- kamienica narożna z działką na rogu Rynku Nowomiejskiego 1 i ul. św. Jakuba 21[17];
- kamienica z działką przy Rynku Nowomiejskim 3[17];
- dom przy Rynku Nowomiejskim 5[17];
- fasada plebanii przy Rynku Nowomiejskim 6[17];
- Gospoda „Pod Modrym Fartuchem” przy Rynku Nowomiejskim 8[17];
- kamienica przy Rynku Nowomiejskim 17[17];
- kamienica z oficyną oraz bryły i ceglane elewacje budynków gospodarczych przy Rynku Nowomiejskim 25[17];
- kamienica narożna z działką na rogu Rynku Nowomiejskiego 27 i ul. Szpitalnej 10[17];
- kamienica zbudowana w latach 1886–1887, znajdująca się przy ul. Strumykowej 19[18];
- dom przy ul. Sukienniczej 20[18];
- kamienica przy ul. Sukienniczej 26[18];
- szpital św. Jakuba przy ul. Szpitalnej 4[19];
- kamienice przy ul. Ślusarskiej 1 i 4[20];
- budynek przy ul. św. Jakuba 20a[20];
- trzy domy przy ul. Wielkie Garbary 7[21];
- spichrz przy ul. Wielkie Garbary 10[21];
- kamienice przy ul. Wielkie Garbary 15, 18 i 21[21];
- budynek mieszkalny przy ul. Wysokiej 15[21];
- siedziba Towarzystwa Naukowego w Toruniu przy ul. Wysokiej 16[21].

## Galeria

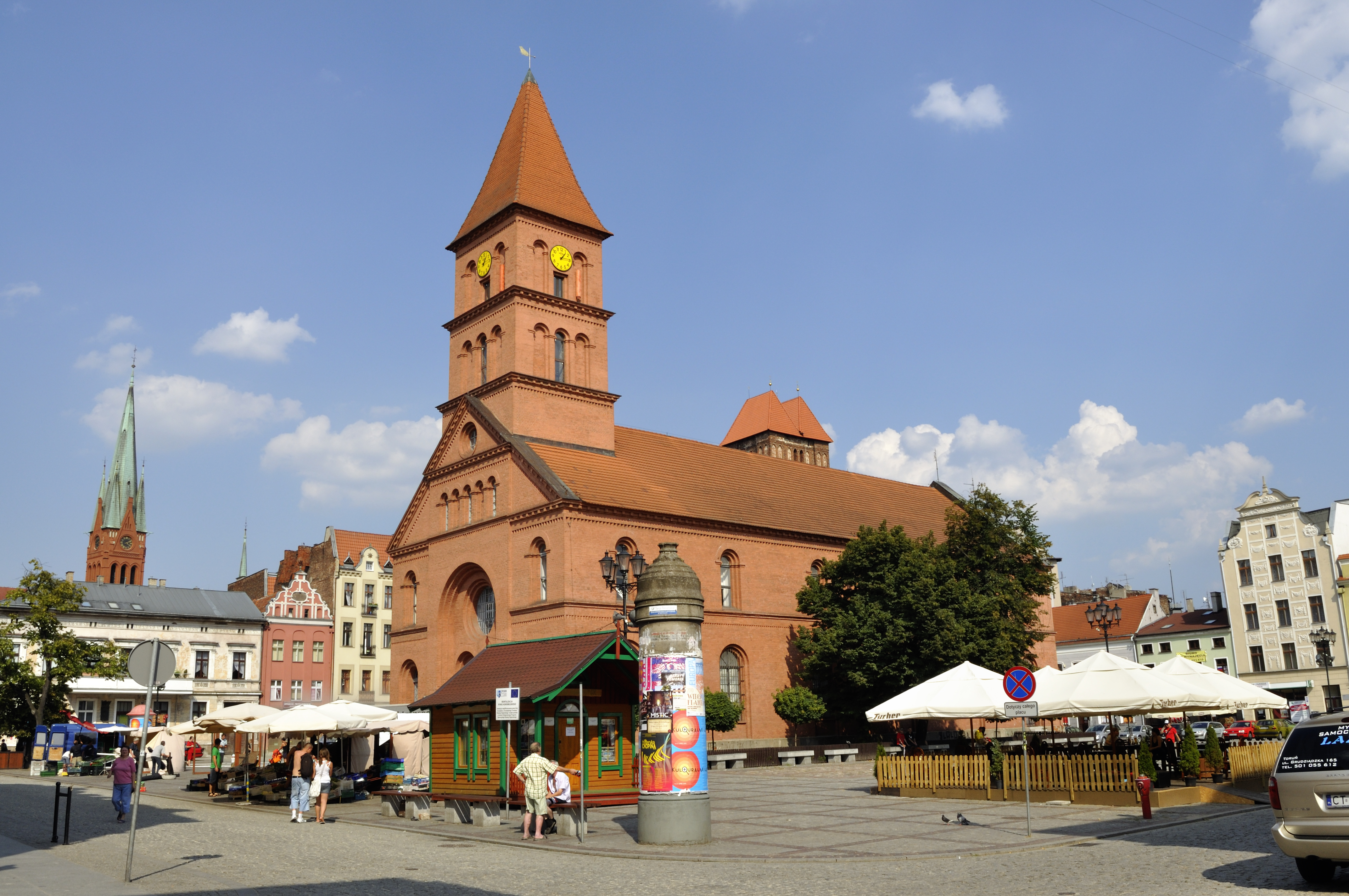
Rynek Nowomiejski
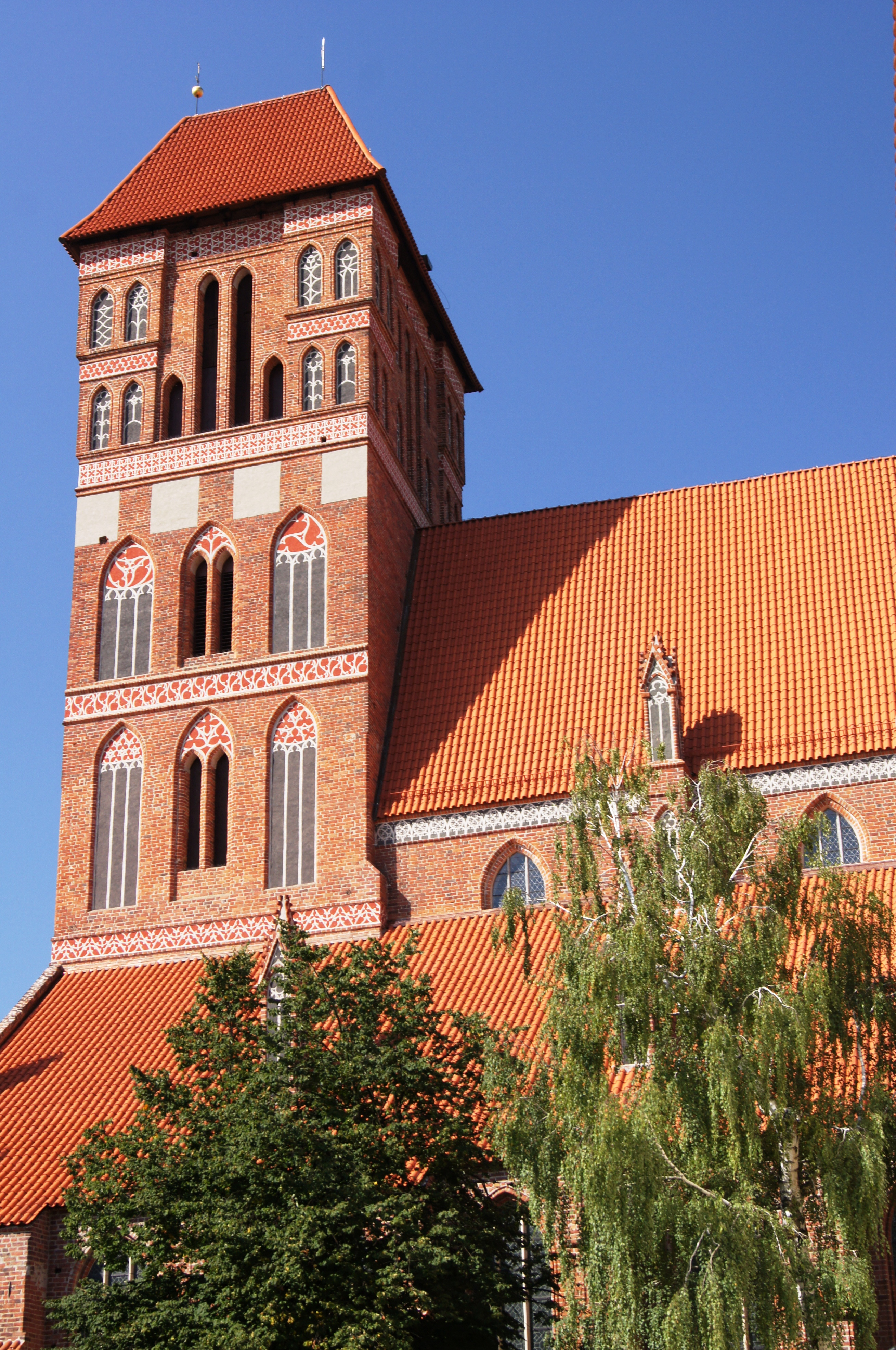
Kościół św. Jakuba
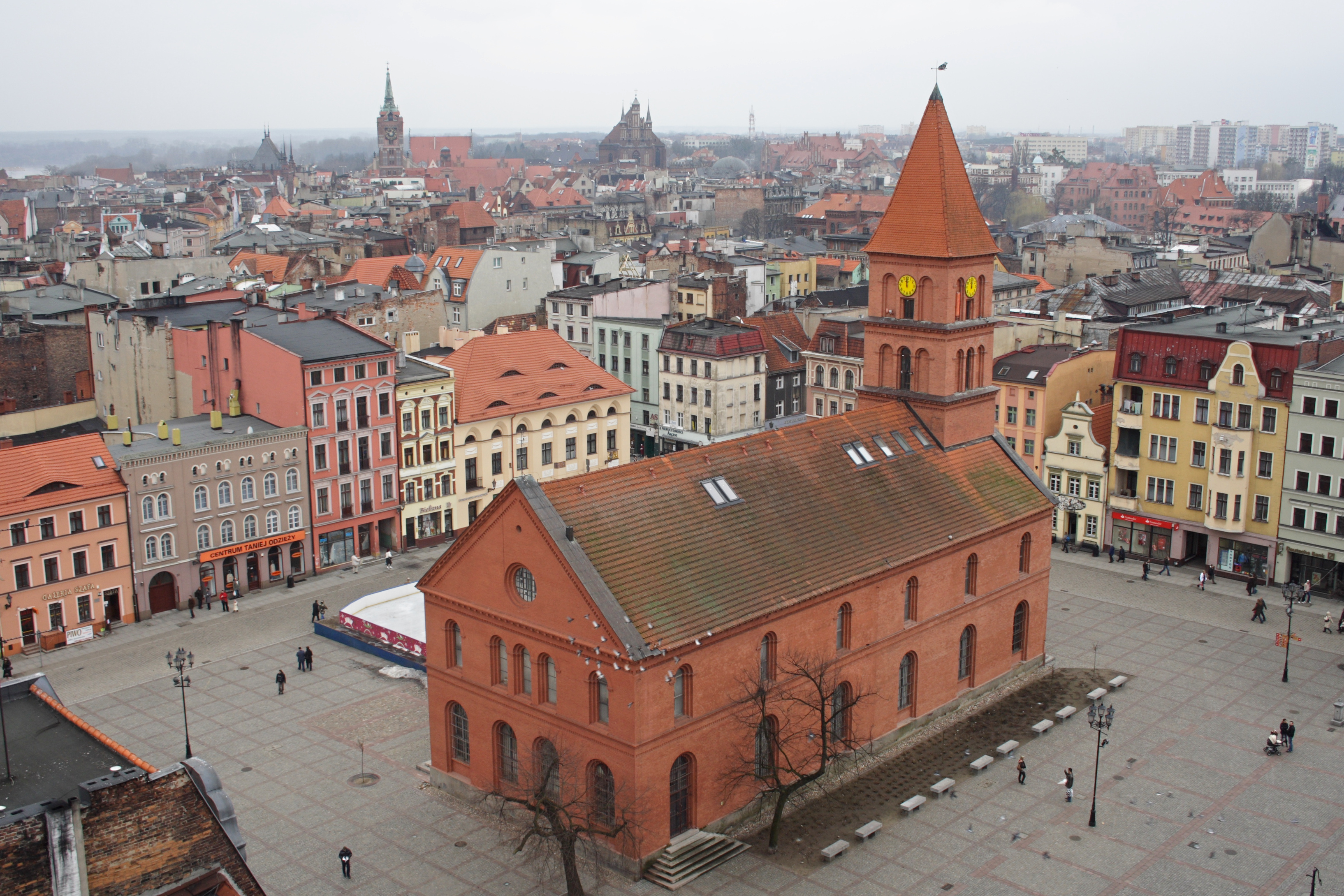
Kościół św. Trójcy
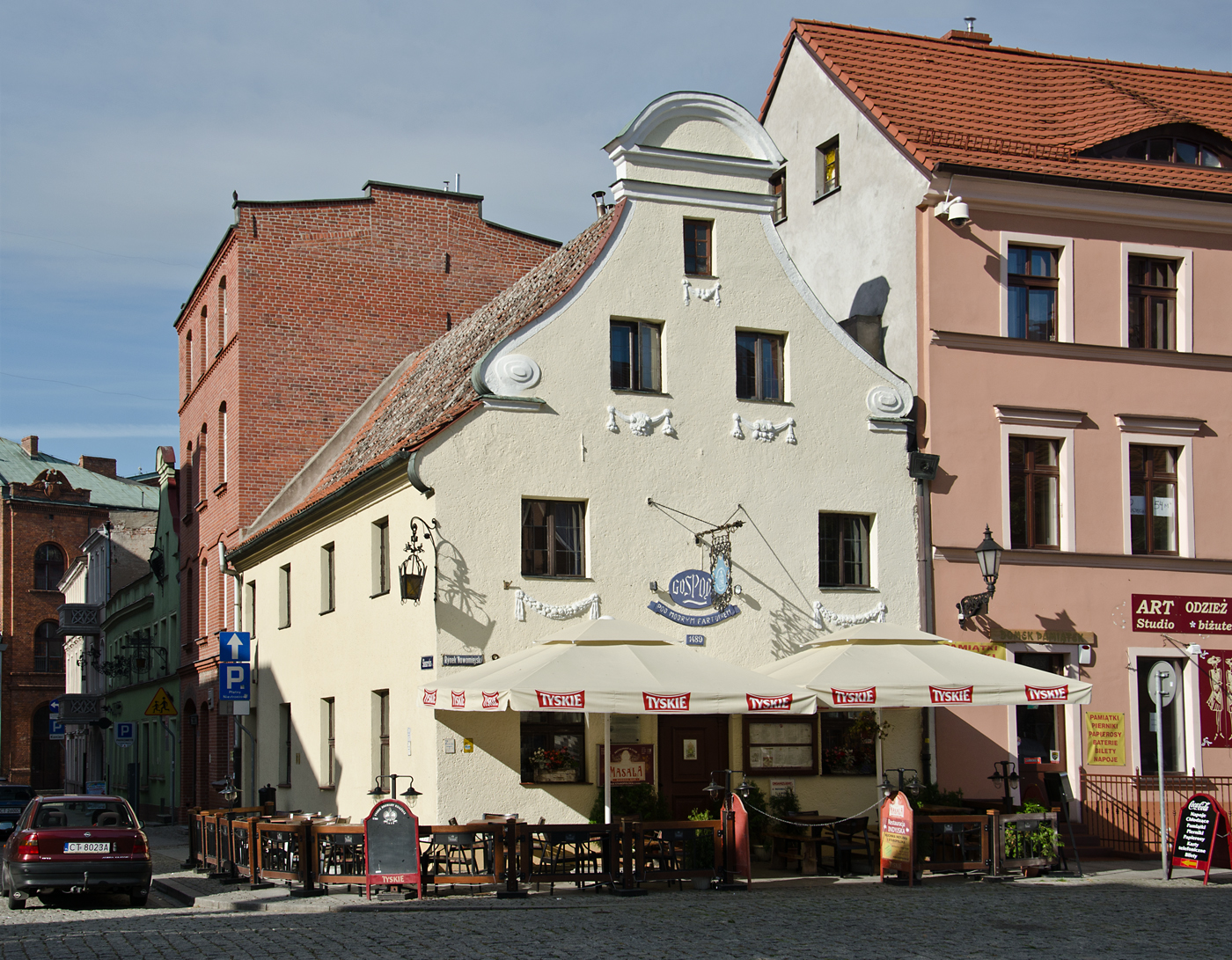
Gospoda „Pod Modrym Fartuchem”